# Budaörs
Budaörs (németül: Wudersch, horvátul: Jerša, Erša, Vundeš) város a budapesti agglomerációban, Pest vármegyében, a Budakeszi járásban, annak legnépesebb települése. Német nevét annak köszönheti, hogy a közösség valójában sváb település volt. Ez látható például a település épületeiről és rendszeréről. A várost először 1236-ban említik IV. Béla király idején. 1921-ben, mikor IV. Károly magyar király másodszor is megpróbálta visszaszerezni a magyar trónt, csapatait Budaörsnél állították meg. A városban ma is élő sváb kisebbség megőrizte saját közép-bajor nyelvjárását.

## Fekvése
A budapesti agglomerációban található, Budapest XI. kerületétől nyugatra. A településtől délre halad az M1-es és M7-es autópálya közös szakasza. Emiatt gyakran Budapest nyugati kapujának nevezik. A városon áthalad az 1-es főút.
A város a Budai-hegység - Frank-hegy csoportja, a Csíki-hegyek és a Tétényi-fennsík között terül el, az úgynevezett Budaörsi-medencében.

## Története

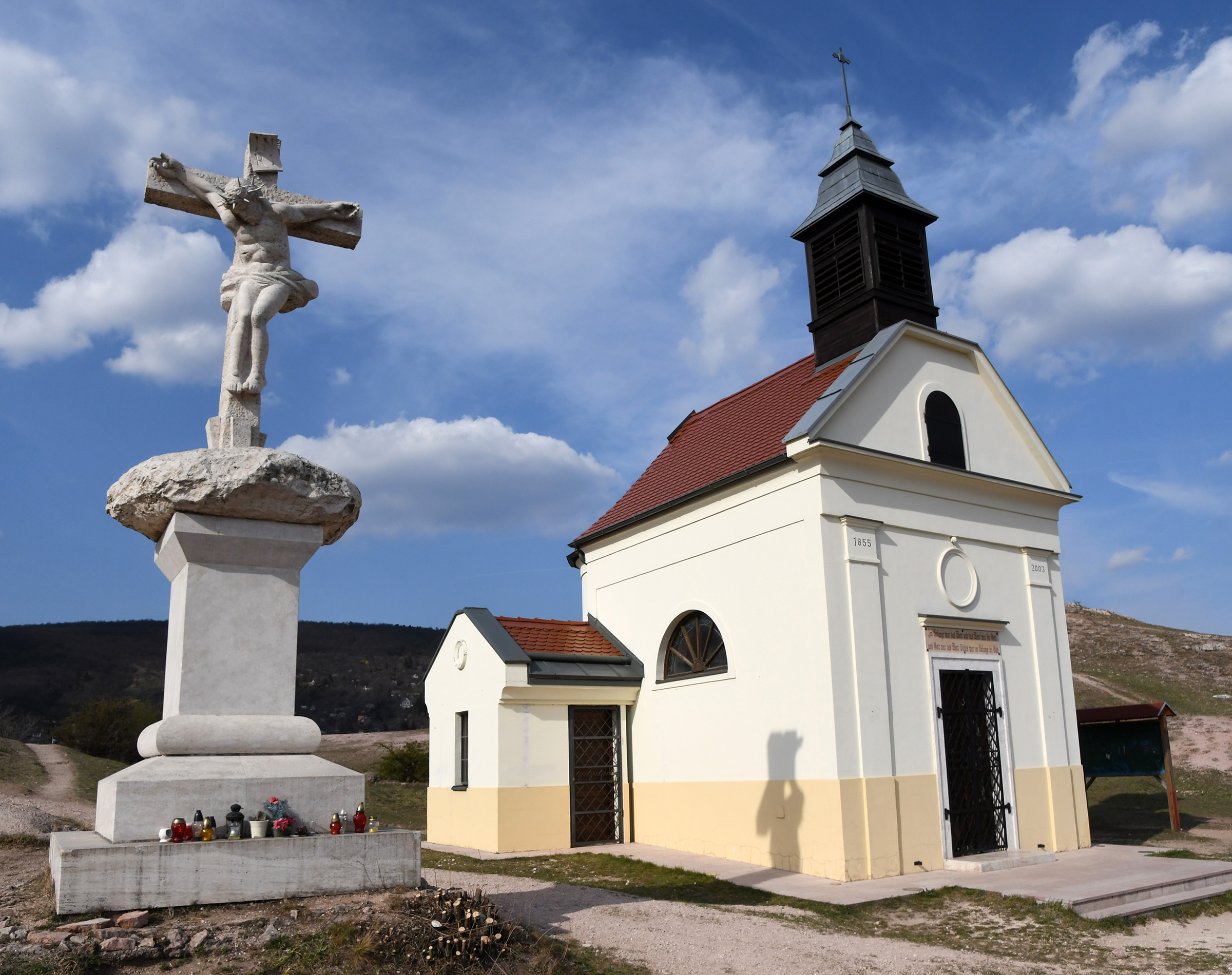
A Szeplőtelen Fogantatás kápolna a Kő-hegyen

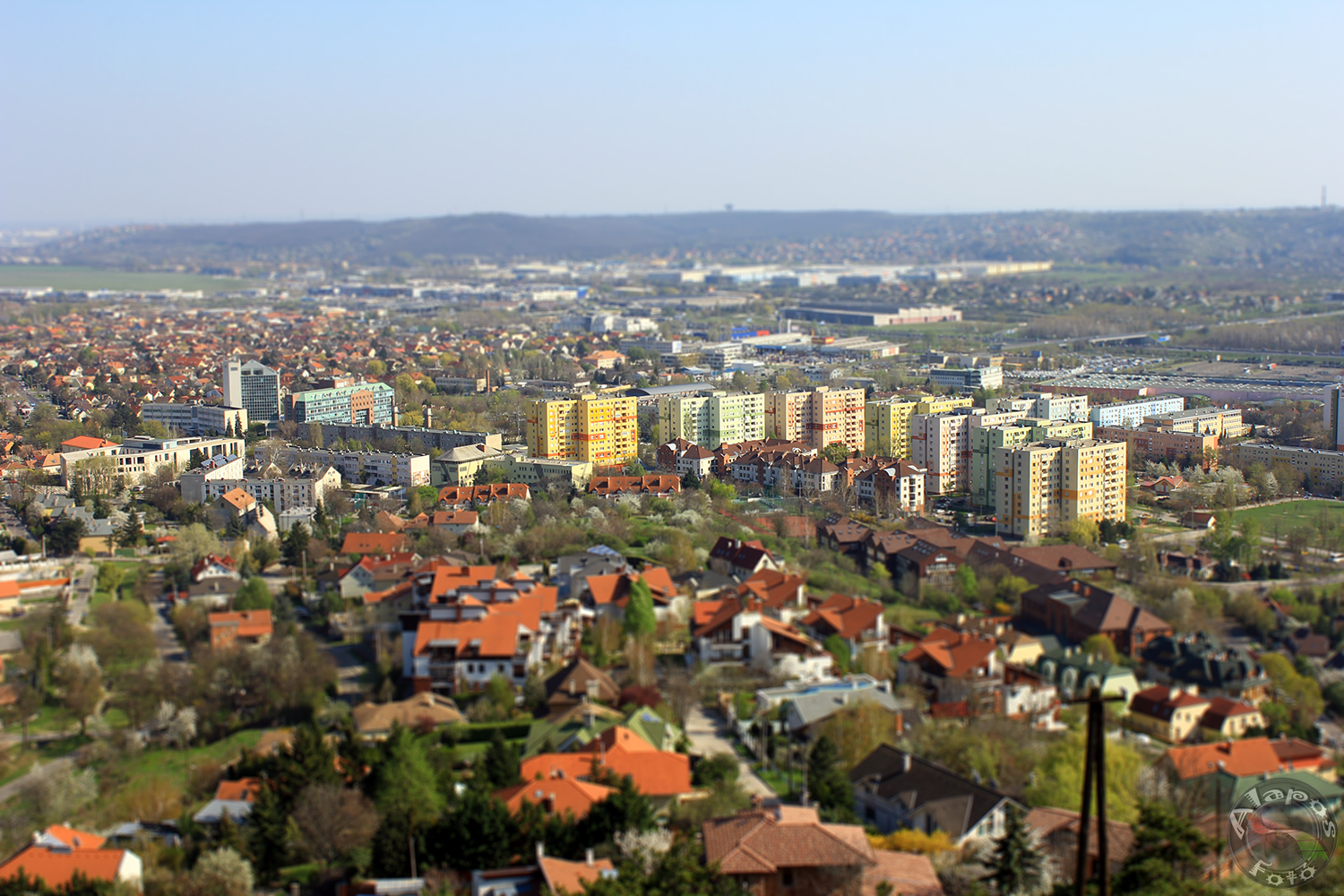
A lakótelep felújított panelházai az Út-hegyről nézve

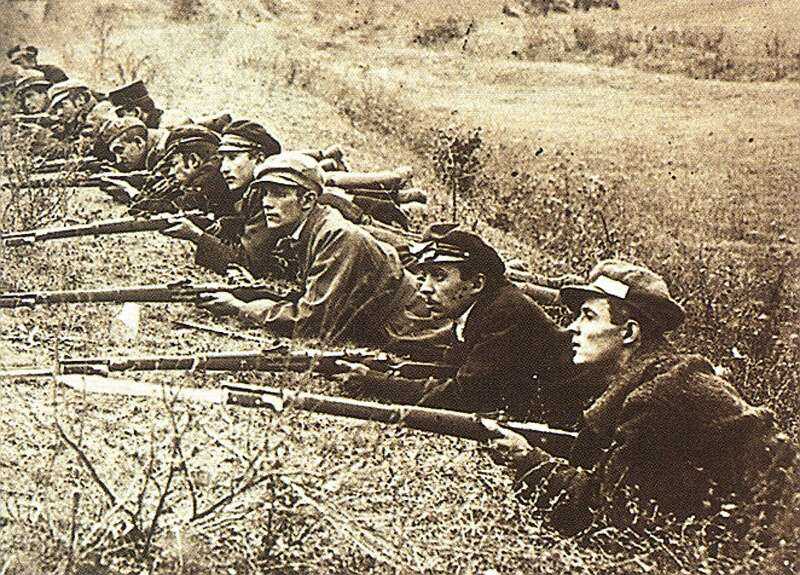
Diákok a Budaörsi csatában (1921. október 23.) IV. Károly király visszatérési kísérletén

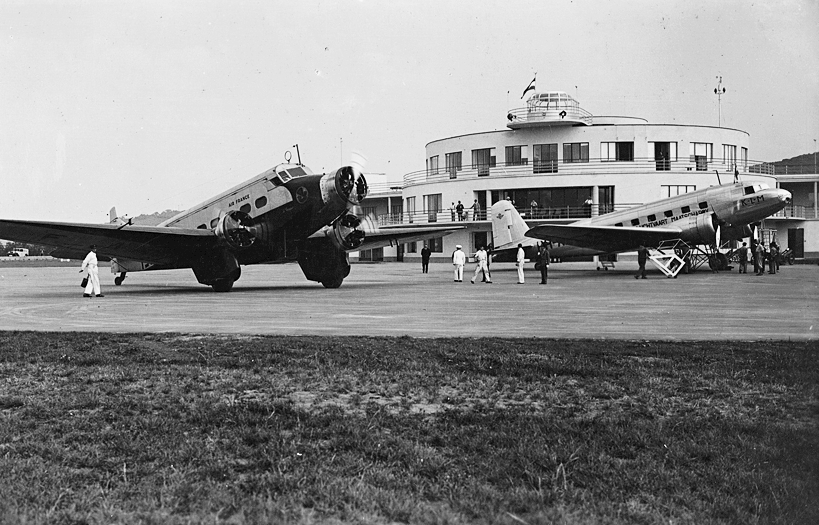
A Budaörsi repülőtér (1940-ben készült felvétel)

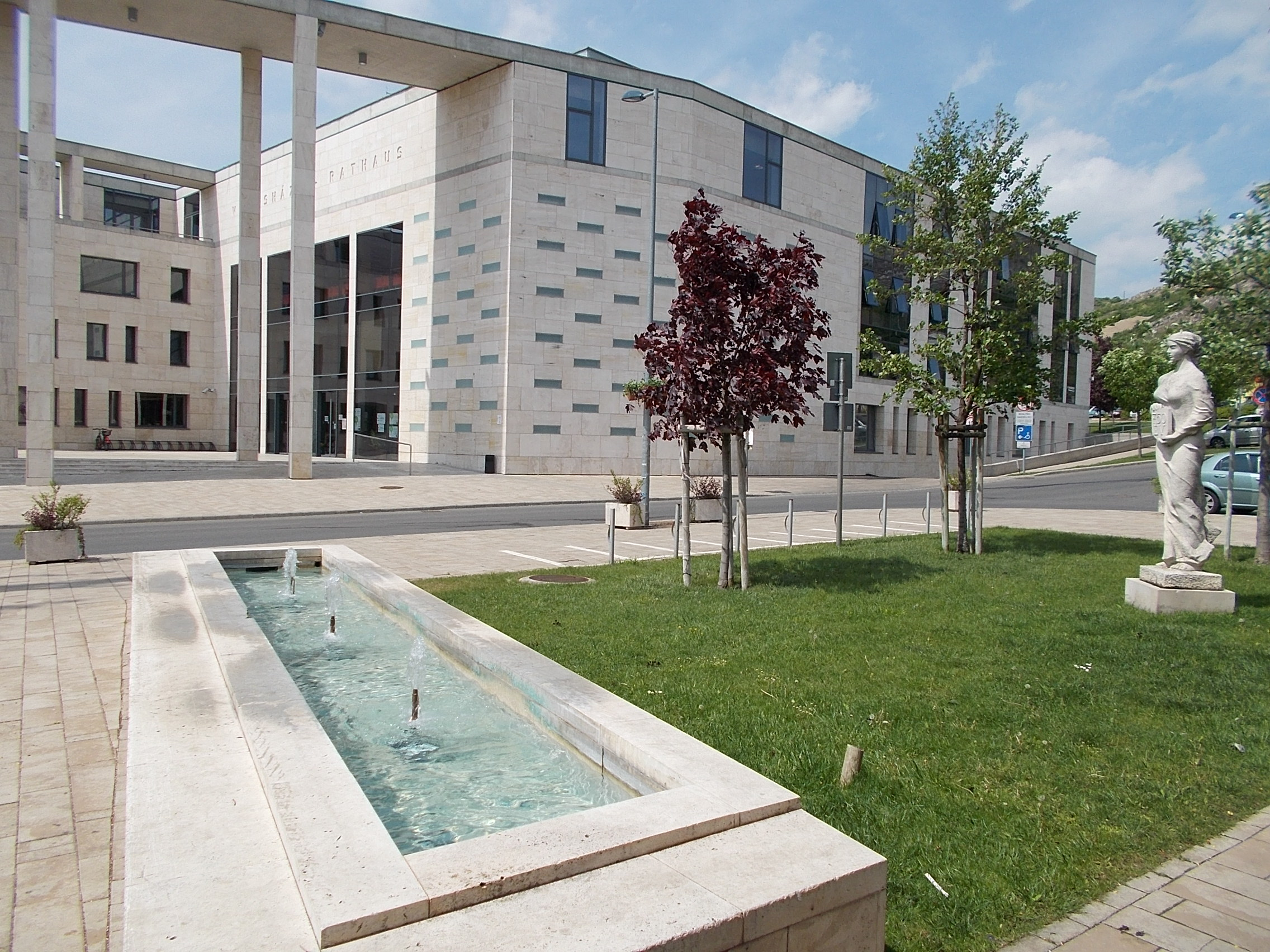
A 2005-ben átadott új városháza

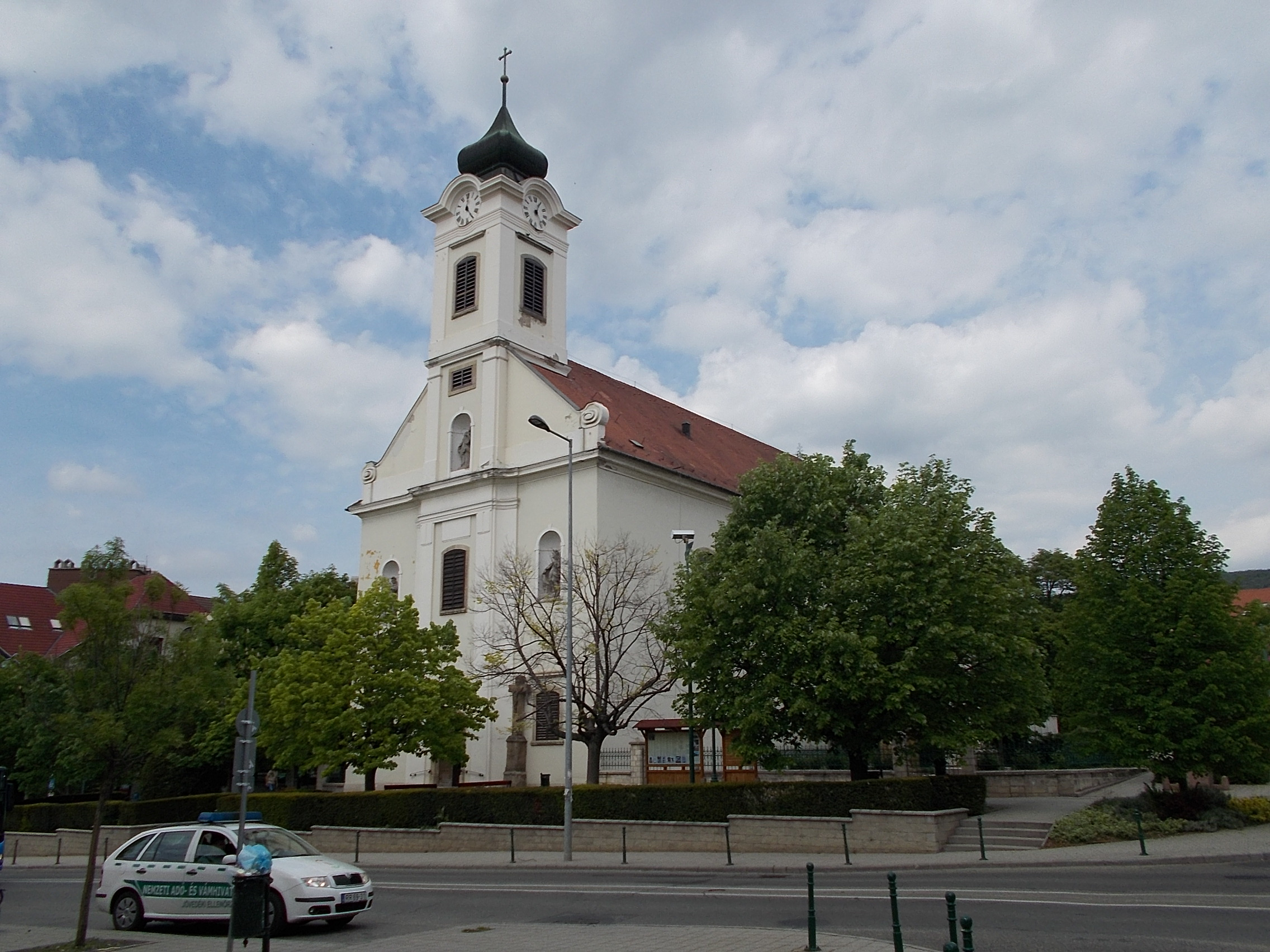
Nepomuki Szent János-templom a Templom téren

Budaörs (Örs) nevét valószínű egy Örs nevű kavar törzsről kapta. 1236-ban említette először oklevél Ewrs, 1282-ben pedig Kechkevvrs néven. 
Örs nevezetes szőlőtermelő falu volt a Fehérvárra menő út mellett. Szent Mártonról elnevezett egyháza a kelenföldi Szent Gellért-egyház kápolnája volt.
1236-ban IV. Béla király mindkettő kegyuraságát a Szerém vármegyei bélakúti cisztercita apátságnak adta. Az 1332-ben végzett összeíráskor mint az érsek alá tartozó egyházat írták össze, és ekkor papja 2,6 márka pápai tizedet fizetett.
1921. október 23.-án a IV. Károly magyar királyt és csapatait szállító vonatot a második legitimista puccs idején a település határában tartóztatták fel a kormányzó csapatai. A legitimistákkal szemben álló erőket főleg budapesti egyetemisták alkották, akiket Gömbös Gyula szervezése alapján 22-én este gyűjtöttek össze sietve. Gömbös számára ez egy kétségbeesett lépés volt, ugyanis kiderült, hogy nem számíthat sem az időt húzó hadseregre, sem a különféle félkatonai szervezetekre, és még a MOVE-ben is kudarcot vallott. Az egyetemisták egyetlen tapasztalt tiszttel sem rendelkeztek, így maguk próbálták megszervezni soraikat. Az első összecsapás október 23-án hajnalban történt, amikor Ostenburg-Moravek csapatai beleütköztek a Törökugratón lévő 80 fős, orvostanhallgatóból álló előőrsbe, akik tüzelni kezdtek a közeledő vonatra. A vonatról kiküldött katonák elfoglalták a magaslatot, az összecsapásban pedig többen meghaltak, illetve megsebesültek. Ám már ennyi vérontás is elég volt, hogy megállítsa a királyi csapatokat, amelyeknek vezére nem tudta, hogy csupán pár száz kiképzetlen egyetemista áll velük szemben. Így felhagytak az előrenyomulással, és Károly király utasításait várták. Károly maga azonban nem akart vérontást, így nem tett mást, mint várakozott és misét hallgatott Bicskénél. A legitimista erők végül kudarcot vallottak.
Budaörs határában nyitották meg 1935-ben a Budaörsi repülőteret, a főváros térségének első polgári repülőterét.
A két világháború között Budaörs híres lett az őszibarack-termesztésről, ami a falu lakosainak szép jövedelmet biztosított. Budaörs vasútállomás mellett Möller Károly építész által tervezett hűtőházat építtetett 1937-ben Lenz József, kereskedelmi tanácsos, nyékládházi földbirtokos, gyümölcs nagykereskedő, aki népszerű volt a nagy bőkezűsége és sikeres tevékenysége miatt. Neki köszönhető a budaörsi őszibarack-termesztés és kereskedés. A hűtőházból szállították a gyümölcsöt Ausztriába és az egész világra. A városra néző egyik falán egy gyümölcskoszorús Madonna található, Lenz József egyik kedvenc vallásos jelképe, amely a volt budapesti lakóházai homlokzatán a mai napig megmaradt. 2013. november 26-án a vasútállomás utcafronti oldalán az addig névtelen tér megkapta hivatalosan a „Lenz József tér” nevet; ezzel Lenz József kereskedelmi tanácsos lett az első kolumbiai-venezuelai magyar akinek a tiszteletére Magyarországon közteret neveztek el.
A törökök kiűzése után a terület birtokosai a Zichy grófok 1721-ben és 1739-ben sváb földműves telepeseket hívtak. A budaörsi Zichy-major az 1720-ban épült a gróf Bercsényi-Zichy kastély gazdasági központjaként készült, a Zichy kastélytól nem messze déli irányban a 18. század első felében (a mai Clementis utca része). Helyet kaptak benne az uradalom számára dolgozó szakemberek, a kádár, a bognár és a többiek, ezen kívül az uradalomban megtermelt mezőgazdasági termékek tárolására is szolgált. Épülettömbje már a 18. század közepén keletkezett térképeken jól kivehető. Manapság egy részében lakások találhatóak, másik részében a Budaörsi Művészek Egyesületének központja működik. A Zichy majorban gyerekeknek képzőművészeti táborokat szerveznek, az új Pincegalériájában pedig rendszeresen rendeznek kiállításokat.
A Budaörsön a majd 200 év alatt őshonossá váló németek élete a második világháború következtében sajnos gyökeresen megváltozott. 1946. január 19-én elsőként innen, Budaörsről indultak el a magyarországi németeket kitelepítő vonatszerelvények. (Ezért január 19-e a Magyarországról deportált kb 185.000 német emléknapja.) Az 1946-1947-es kitelepítések és az 1944-es háborús menekülés következtében Budaörs elvesztette lakossága 85%-át.
A háborút követő évtizedekben jelent meg az ipari tevékenység: 1950-ben az ISG Ipari Szerelvény- és Gépgyár, 1951-ben a Budaörsi Vegyesipari Szövetkezet, 1952-ben a Szerszám- és Porkohászati Gyár és a Texelektro Ipari Szövetkezet, 1987-ben pedig az ISOSYS Szigeteléstechnika formájában.
1963-ban az autópálya építése miatt megszűnt az 1914-ben Törökbálintig kiépített dél-budai HÉV Budaörsön túli szakasza. A HÉV helyett indított 41-es villamos végállomása Budaörs sűrűn lakott részétől távolabbra, az autópálya déli oldalára (a mai Tesco hipermarket parkolójának helyére) került. 1977-ben tovább rövidült a villamos vonala: azóta Kamaraerdő a külső végállomása, a fővároson kívüli szakaszát elbontották. Az 1-es vasútvonal alatti aluljárója megmaradt, ma a közúti és gyalogos forgalom használja.
1965-től az M7-es, majd 1978-tól az M1-es autópálya - irányonként három sávosra (plusz leállósáv) kiszélesített - közös szakaszának átadása után a település két részre szakadt.
A települést 1986-ban nyilvánították várossá. Az 1971-1985 között épült 2 ezer lakásos lakótelepen az Illyés Gyula Gimnáziumot és az autóbusz-állomást 1989-ben adták át. A rendszerváltást követően megélénkült helyi szolgáltatóiparnak és kereskedelemnek köszönhetően indult be a település komolyabb fejlődése. Az Auchan 1998-ban itt nyitotta meg az első áruházát. Az új városházát 2005-ben, a városi uszodát és sportcsarnokot 2010-ben adták át.

## Közélete

### Polgármesterei
- 1990–1991: dr. Csathó István (SZDSZ–Fidesz)[18][19]
- 1991–1994: Wittinghoff Tamás (SZDSZ)[20]
- 1994–1998: Wittinghoff Tamás (SZDSZ)[21]
- 1998–2002: Wittinghoff Tamás (SZDSZ–MSZP)[22]
- 2002–2006: Wittinghoff Tamás (SZDSZ–MSZP)[23]
- 2006–2010: Wittinghoff Tamás (SZDSZ–MSZP)[24]
- 2010–2014: Wittinghoff Tamás (Budaörs Fejlődéséért Egyesület)[25]
- 2014–2019: Wittinghoff Tamás (Budaörs Fejlődéséért Egyesület)[26]
- 2019–2024: Wittinghoff Tamás (Budaörs Fejlődéséért Egyesület)[27]
- 2024– : Wittinghoff Tamás (Budaörs Fejlődéséért Egyesület)[1]

A rendszerváltás utáni első önkormányzati választáson a település vezetésével Csathó Istvánt bízták meg, azonban Csathó a jelölő szervezetek és a közte fellépett kölcsönös bizalomvesztés miatt 1990 végén lemondott a tisztségéről. 1991 februárjától napjainkig Budaörs első embere az építőmérnök végzettségű Wittinghoff Tamás.
Az 1994-es önkormányzati választásokon a polgármester-jelöltek közül Wittinghoff Tamás kapta a legtöbb (1 792; 31,24%) szavazatot, ezzel elnyerve a polgármesteri tisztséget.
Az 1998-as önkormányzati választásokon ismét Wittinghoff Tamást választották polgármesterré a szavazatok 56,40%-ával (4426 szavazat). A 17 fős képviselő-testületben az SZDSZ-MSZP pártszövetség került relatív többségbe 7 fővel, melyet számban a Fidesz-MDF követett 4 fővel.
A 2002-es önkormányzati választásokon Wittinghoff Tamás megismételte győzelmét; 6078 szavazattal (55,13%) újból polgármesterré választották. A képviselő-testületben immáron abszolút többsége kerültek az SZDSZ-MSZP képviselői (9 fő).
A 2006-os önkormányzati választásokon a polgármesteri címet Wittinghoff Tamás ezúttal a szavazatok 58,14%-ával (6868 fő) nyerte el. Az immáron 23 fős képviselő-testületben a Fidesz-KDNP és az SZDSZ-MSZP egyaránt 10-10 fővel képviseltette magát.
A 2010-es önkormányzati választásokon Wittinghoff Tamás a szavazatok 60,26%-át (7 283) nyerte el. A képviselő-testületben (14 fő) a Fidesz-KDNP képviselői foglalhatták el a legtöbb helyet (8 fő), a Budaörs Fejlődéséért Egyesület jelöltjei 4 helyet szereztek; a fennmaradó két helyen az MSZP és a Jobbik egy-egy jelöltje osztozkodhatott.
A 2014-es önkormányzati választásokon Wittinghoff Tamás ismételten elnyerte a polgármesteri tisztséget, a szavazatok 69,31%-át megszerezve (8029 szavazat). A képviselő-testületben a BFE jelöltei abszolút többségbe kerültek (10 fő), az összes egyéni választókerületet megnyerve.
A 2019-es önkormányzati választásokon a szavazatok 71,65%-ával – eddigi legnagyobb arányban – Wittinghoff Tamás megkezdhette 7. polgármesteri ciklusát. A képviselő-testületben (14 fő) a BFE jelöltei megismételték 2014-es eredményüket; 10 fővel, a 10 egyéni választókörzetből 10-et elnyerve szereztek abszolút többséget a testületben.
A 2024-es önkormányzati választáson az érvényesen leadott 14 997 szavazatból Wittinghoff Tamás (négy jelölt közül) 10 082 szavazatot szerzett meg, amivel újra kétharmadot meghaladó arányú, 67,23 %-os győzelmet aratott.

### A 2024-es önkormányzati választás eredménye
- A polgármester-választás eredménye[29]

| Jelölt neve         | Jelölő szervezet(ek) | Jelölő szervezet(ek)            | Szavazatok száma | Szavazatok aránya |
| ------------------- | -------------------- | ------------------------------- | ---------------- | ----------------- |
| Wittinghoff Tamás   |                      | Budaörs Fejlődéséért Egyesület  | 10 082           | 67,23%            |
| Dr. Czuczor Gergely |                      | Fidesz – KDNP                   | 3925             | 26,17%            |
| Gergely István      |                      | Budaörsi Vállalkozók Egyesülete | 535              | 3,57%             |
| György József       |                      | Mi Hazánk                       | 455              | 3,03%             |
| Összesen            |                      |                                 | 14 997           | 100%              |

- A képviselőtestület-választás eredménye[30]

| Párt | Párt                            | Mandátumok | Képviselő-testület | Képviselő-testület | Képviselő-testület | Képviselő-testület | Képviselő-testület | Képviselő-testület | Képviselő-testület | Képviselő-testület | Képviselő-testület | Képviselő-testület | Képviselő-testület |
| ---- | ------------------------------- | ---------- | ------------------ | ------------------ | ------------------ | ------------------ | ------------------ | ------------------ | ------------------ | ------------------ | ------------------ | ------------------ | ------------------ |
|      | Budaörs Fejlődéséért Egyesület  | 11         | P                  |                    |                    |                    |                    |                    |                    |                    |                    |                    |                    |
|      | Fidesz – KDNP                   | 3          |                    |                    |                    |                    |                    |                    |                    |                    |                    |                    |                    |
|      | Budaörsi Vállalkozók Egyesülete | 1          |                    |                    |                    |                    |                    |                    |                    |                    |                    |                    |                    |

## Népesség
A 2011-es népszámlálás során a lakosok 86,1%-a magyarnak, 0,6% cigánynak, 0,2% görögnek, 4,6% németnek, 0,2% örménynek, 0,5% románnak, 0,2% szlováknak mondta magát (13,6% nem nyilatkozott; a kettős identitások miatt a végösszeg nagyobb lehet 100%-nál). A vallási megoszlás a következő volt: római katolikus 32,7%, református 8,3%, evangélikus 1,7%, görögkatolikus 1,3%, felekezeten kívüli 23,1% (29,8% nem nyilatkozott).
2022-ben a lakosság 87,1%-a vallotta magát magyarnak, 3% németnek, 0,4% cigánynak, 0,2% szlováknak, 0,2% görögnek, 0,2% románnak, 0,1-0,1% szerbnek, lengyelnek, horvátnak, örménynek, ukránnak és bolgárnak, 6,5% egyéb, nem hazai nemzetiségűnek (12,5% nem nyilatkozott; a kettős identitások miatt a végösszeg nagyobb lehet 100%-nál). Vallásuk szerint 26,6% volt római katolikus, 7,6% református, 1,8% evangélikus, 1,1% görög katolikus, 0,2% ortodox, 0,1% izraelita, 1,6% egyéb keresztény, 0,6% egyéb katolikus, 17,6% felekezeten kívüli (42,3% nem válaszolt).
Vásárlóerő-paritás alapján 2009-ben az ország első, 2019-ben pedig a harmadik leggazdagabb települése volt.

## Kulturális élet

### Passiójáték
1933 januárjában kezdődtek meg a budaörsi Kő-hegyen a Bató Géza által írt szabadtéri Passiójátékok, melyet a különböző hazai és nemzetközi méltatások a magyar Oberammergauként emlegettek. A játéktér összefogással épült fel, téglaépületeket, szentélyt, fürdőt, palotát és az „Utolsó vacsora termét” is felépítették valamint mintegy 2322 nézőnek tudtak helyet biztosítani. A premier 1933. június 11-én volt, majd hat éven keresztül a nyár folyamán, szombatokon és vasárnapokon óriási hazai és nemzetközi sikerrel játszották a Kő-hegyi Passiót. Jeruzsálem egyik utcáját ábrázoló, betonból és kőből készült díszletek között 200 szereplő, 100 tagú ének- és zenekar mutatta be felváltva magyarul és németül a méltán híressé vált budaörsi Passiójátékot. A háború után a Kő-hegyen lerombolták a Passió épületeit, a kápolna csak 2003-ban épült újjá közadakozásból. 2003-ban Bató Géza fia, Dr. Bató András bocsátotta az eredeti szövegkönyvet Budaörs Német Nemzetiségi Önkormányzata rendelkezésére.

### Bleyer JakabHelytörténeti Gyűjtemény, „Jakob Bleyer Heimatmuseum”
Az 1990-es évek közepére megalakult a Bretzfeldi Budaörs Gyűjtemény. E gesztus viszonzásául 1995. január 1.-jével a gyűjtemény Dr. Kovács József László múzeumigazgató javaslatára felvette a budaörsi származású Dr. Riedl Ferenc nevét. Miután a múzeum fenntartója a budaörsi német nemzetiségi önkormányzat lett, illetve az intézmény a német tájházak országos központjává vált, egyre több olyan feladatot vállalhatott, amely már nem csak a helyi lakosságot érintette. Természetesen továbbra is nagy hangsúlyt fektet az intézmény a helyi értékek megmentésére, de az elmúlt években egyre inkább regionális, országos szerepet is vállal. Emiatt fontossá vált, hogy egy országosan ismert, a hazai németség egészéért fellépő személyiség legyen a múzeum névadója. A választás Bleyer Jakabra esett, akinek nevét 2009. január 18-cal vette fel az intézmény.

### Budaörsi Latinovits Színház
A Budaörsi Latinovits Színház 2013. szeptember 11-én alakult meg a Budaörs Város Önkormányzata segítségével 1998-ban megalapított Budaörsi Játékszín jogutódjaként, nevét Latinovits Zoltán Jászai Mari-, Balázs Béla-díjas és posztumusz Kossuth-díjas magyar színészről kapta. A színház jelenlegi vezetése Berzsenyi Bellaagh Ádám igazgatóval az élen 2018 őszétől a korábbi évek munkáját követve, az időközben szerződött társulat kvalitásaira és a budaörsi nézők igényeire támaszkodva, a mai magyar valóság jelenségeivel folyamatos párbeszédet fenntartó kortárs színházat működtet.
A Budaörsi Latinovits Színház az egyetlen olyan állandó, kőszínházi struktúrával üzemelő színház ma Magyarországon, amely nem megyeszékhelyen vagy megyei jogú városban található. A színháznak 2015 óta van saját társulata, jelenleg 14 állandó színművészt foglalkoztat.
A Budaörsi Latinovits Színház fontos küldetésének tartja, hogy a világirodalom klasszikus és kortárs remekművei mellett évadról évadra szerepeljen repertoárjában magyar színdarab is, ezzel hívva fel a közönség figyelmét a hazai alkotók munkáira, és egyszersmind így ösztönözve a szerzőket olyan újabb és újabb művek megírására, amelyek igazul reflektálnak korunk problémáira.
Az színház új időszámításában, vagyis az elmúlt évtizedben olyan neves alkotók fordultak meg Budaörsön, és térnek vissza ide rendezőként, mint Alföldi Róbert, Fehér Balázs Benő, Hegymegi Máté, Kovalik Balázs, Laboda Kornél, Lukáts Andor, Máté Gábor, Mohácsi János, Novák Eszter, Ördög Tamás, Pelsőczy Réka, Polgár Csaba, ifj. Vidnyánszky Attila vagy Zsótér Sándor.
És olyan komoly kritikai és közönségsikert arató előadások születtek itt, mint az ifj. Vidnyánszky Attila által rendezett Liliomfi, a Székely Csaba színdarabjából Alföldi Róbert által színpadra vitt Öröm és boldogság, a Pelsőczy Réka által rendezett Születésnap és Vadászat, a Berzsenyi Bellaagh Ádám rendezte Rekviem egy álomért, a Wéber Anikó azonos című ifjúsági regényéből készült Az osztály vesztese vagy a színház egyik legutóbbi bemutatója, a folyamatosan teltházzal futó, és számos rangos szakmai díjjal elismert Liliom, Kovalik Balázs első budaörsi rendezése Alföldi Róberttel a címszerepben.

## Közlekedés

### Közúthálózat
Budaörs két legfontosabb közúti megközelítési útvonala az 1-es főút, amely kelet-nyugati irányban végighalad a város központján, valamint az M1-es és M7-es autópályák közös szakasza, amely a belterület déli szélén húzódik. Budakeszivel és Törökbálint központjával a 8102-es út köti össze, de Törökbálint felé további közúti kapcsolatokat biztosít a 8105-ös út és a 81 101-es számú mellékút is.

### Autóbusz-közlekedés
Budaörs helyi autóbuszjáratai a 288-as és a 289-es autóbuszok, melyeket a Homm Kft. üzemeltet.

#### BKK-autóbuszvonalak

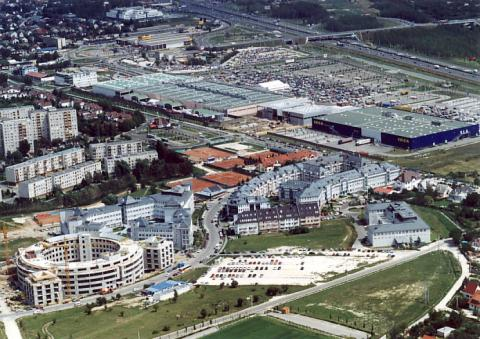
Az áruházak az autópálya mentén

Budapest felől közlekedő autóbuszjáratok Budaörs területére: 
- 40, 40B, 40E, 88, 88A, 140, 140A, 140B, 188, 188E, 240, 287

Budapest felől közlekedő éjszakai autóbuszjáratok Budaörs területére:
- 940, 972, 972B

A Törökbálintra autópályán közlekedő, Budaörs, benzinkút megállót érintő autóbuszjáratok:
- 172, 173

#### Volánbusz-autóbuszvonalak
Budaörsre közlekedő járatok:
- 755, 756, 767

Kelenföld vasútállomástól Etyek felé a 767-es járat halad végig a városközponton. Százhalombattáról Érden és Törökbálinton át a 756-os megy át a városközponton a Waldorf iskolához.
Budaörs, benzinkút megállót érintő autóbuszjáratok:
- 724, 731, 732, 734, 735, 736, 760, 762, 778

### Vasút
A várost a hazai vasútvonalak közül a MÁV 1-es számú Budapest–Hegyeshalom–Rajka-vasútvonala érinti, amelynek egy megállási pontja van itt. Budaörs vasútállomás a központtól jó két kilométerre délre helyezkedik el, az autópálya felett átvezető körhídnál is bő fél kilométerrel délebbre. Az állomásnál a 287-es és a 288-as buszjáratok állnak meg.

## Nevezetességei
- Nepomuki Szent János-templom
- Kő-hegyi kápolna
- Budaörsi Kálvária (Kálvária-domb, és -kápolna)
- Ótemető és Csulits-kápolna
- Starentanz-kápolna
- Csiki Pihenőkert, Árpád-kori régészeti park, erdei iskola és nyári tábor (a park honlapja)
- Városi Régészeti Kiállítás – Budaörs római kori leleteinek bemutatása, (a kiállítás honlapja Archiválva 2019. május 3-i dátummal a Wayback Machine-ben)
- Bleyer Jakab Helytörténeti Gyűjtemény, „Jakob Bleyer Heimatmuseum” (korábban: Dr. Riedl Ferenc Helytörténeti Gyűjtemény), (a múzeum honlapja Archiválva 2019. szeptember 27-i dátummal a Wayback Machine-ben)
- Szent Vendel-szobor
- Nepomuki Szent János-szobor
- Első világháborús emlékmű
- Vitorlázórepülő-emlékmű[35][36]

## Nevezetes szülöttei
- Ritter Imre - magyarországi német nemzetiségű könyvvizsgáló, adótanácsadó, nemzetiségi parlamenti képviselő
- Seregi József - szobrász és keramikus
- Müller Georg - magyar származású német mezőgazdász

## Légi felvétel galéria

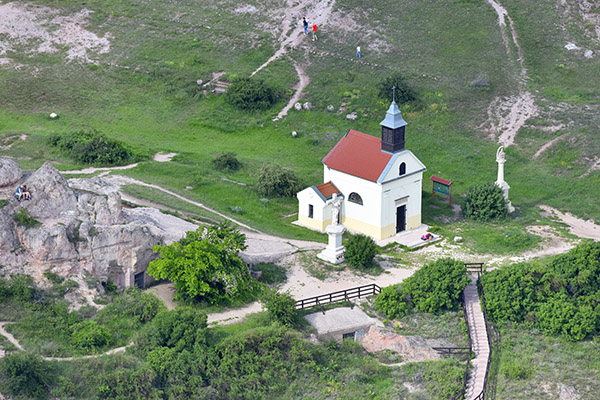
Kőhegyi kápolna, Budaörs - légi fotó
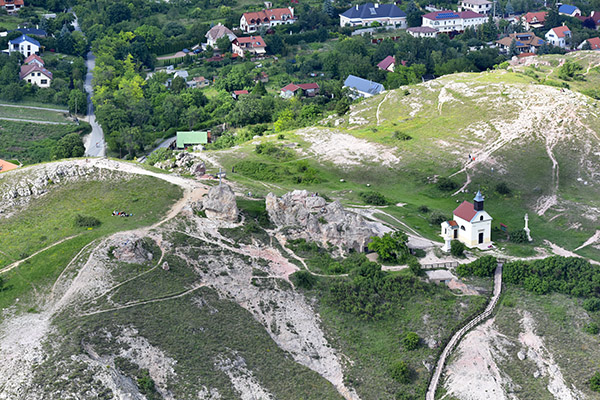
Budaörs, Kőhegyi kápolna a magasból
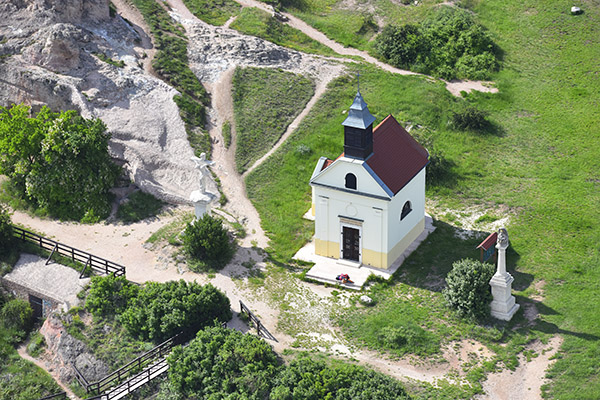
A budaörsi Kőhegyi kápolna légi felvételen
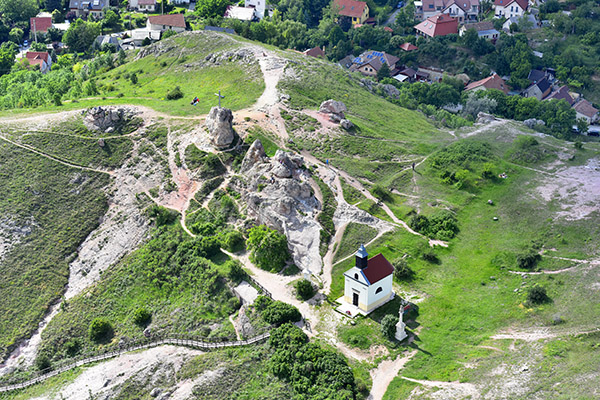
A Kőhegyi kápolna látképe madártávlatból
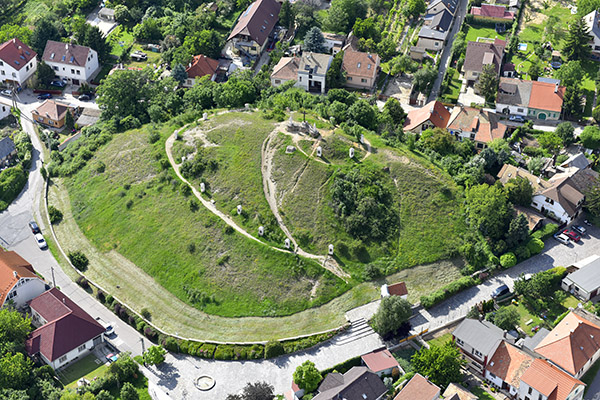
Budaörs, kálvária a levegőből

## Sportélete

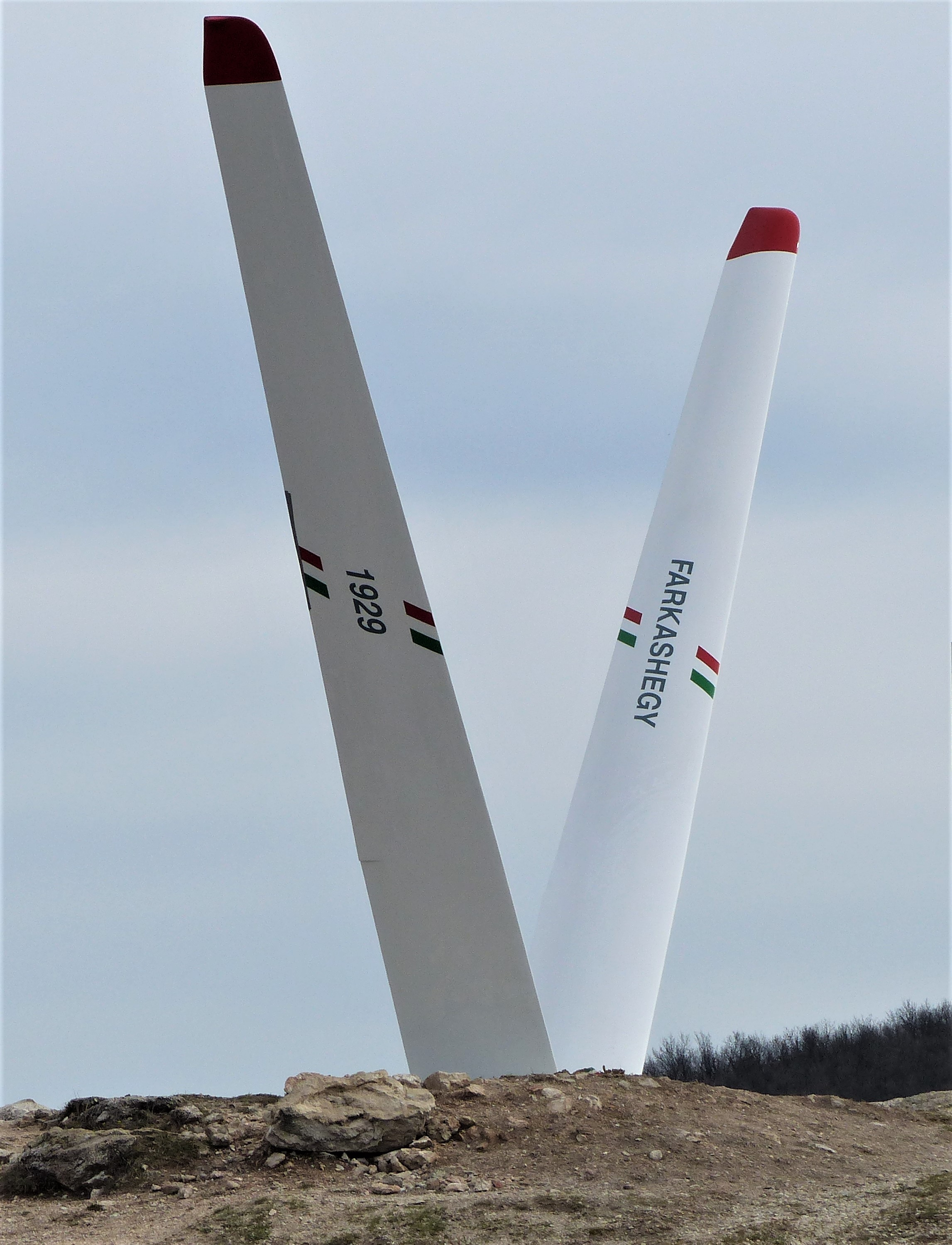
Vitorlázórepülő-emlékmű a Farkas-hegyen

A labdarúgás a legnagyobb múlttal rendelkező budaörsi sportág, hiszen 1924 óta van hivatalosan foci Budaörsön. A klub (Budaörsi Sport Club) alapítását követő években a csapat leginkább járási és megyei tornákon szerepelt, és az azóta eltelt 90 évben sok bajnokságban is játszott a Budaörs. 2016 novemberétől Bognár György vezetőedzővel erőn felül, saját stadiont mellőzve, mégis sikeresen teljesít a csapat az NBII-es bajnokságban.
1929-ben a Farkashegyen kezdődött Magyarországon a vitorlázó-repülés. Budaörs városának női kézilabdacsapata, a Budaörs Handball. Jelenleg a a magyar bajnokság első osztályában szerepel, ahová 2015 nyarán jutott fel először a klub. A Budapest környéki fiatalokra támaszkodva jelentős utánpótlás képzéssel büszkélkedhetnek, a Decathlon-Németh Helga Kupát 2011 óta minden évben megrendezik a városi sportcsarnokban. 2016 nyara óta a csapat játékosa a 93-szoros válogatott, Bajnokok Ligája győztes, olimpiai negyedik helyezett Hornyák Ágnes, aki a klub szakmai igazgatóhelyettese is egyben.

## Testvérvárosai
- Bretzfeld, Németország (1989)
- Kisújfalu, Szlovákia (1997)
- Pírgosz, Görögország (1997)
- Magyarkanizsa, Szerbia (1999)
- Póla, Horvátország (2008)